# کنتارو میورا
کنتارو میورا (三浦 建太郎 Miura Kentarō) (۱۱ ژوئیه ۱۹۶۶ – ۶ مه ۲۰۲۱) هنرمند مانگاکا اهل ژاپن بود. او بیش‌تر برای خلق مانگای خیال‌پردازی تاریک تحسین‌شدهٔ برزرک شناخته می‌شود که از سال ۱۹۸۹ سریال سازی‌اش را آغاز کرد و تا زمان مرگ آن ادامه داد. از سال ۲۰۲۱، برزرک بیش از ۵۰ میلیون نسخه در فروش درآمد داشت و این یکی از پرفروش‌ترین مجموعه‌های مانگا در تمام دوران است.
میورا بین سال‌های ۱۹۷۶ تا ۲۰۲۱ میلادی فعالیت می‌کرد. او همچنین در سال ۲۰۰۲ برندهٔ جایزهٔ جایزه فرهنگی تزوکا اوسامو شد. وی در سن ۵۴ سالگی در تاریخ ۶ مه ۲۰۲۱ فوت کرد و در حال حاضر وضعیت مانگای او نامشخص است. وی در مراسم‌های مختلف مربوط به مانگا و انیمه جایزه گرفته و به عنوان یکی از ۵ مانگاکای برتر جهان شناخته شده است.